# Copa Colombia 2022
La Copa Colombia 2022 (conocida como Copa BetPlay Dimayor 2022 por motivos de patrocinio) fue la vigésima edición del torneo nacional de Copa organizado por la División Mayor del Fútbol Colombiano que enfrenta a los clubes de las categorías Primera A y Primera B del fútbol en Colombia. El campeón fue Millonarios que por ganar el torneo obtuvo un cupo directo para la Copa Libertadores 2023.

## Sistema de juego

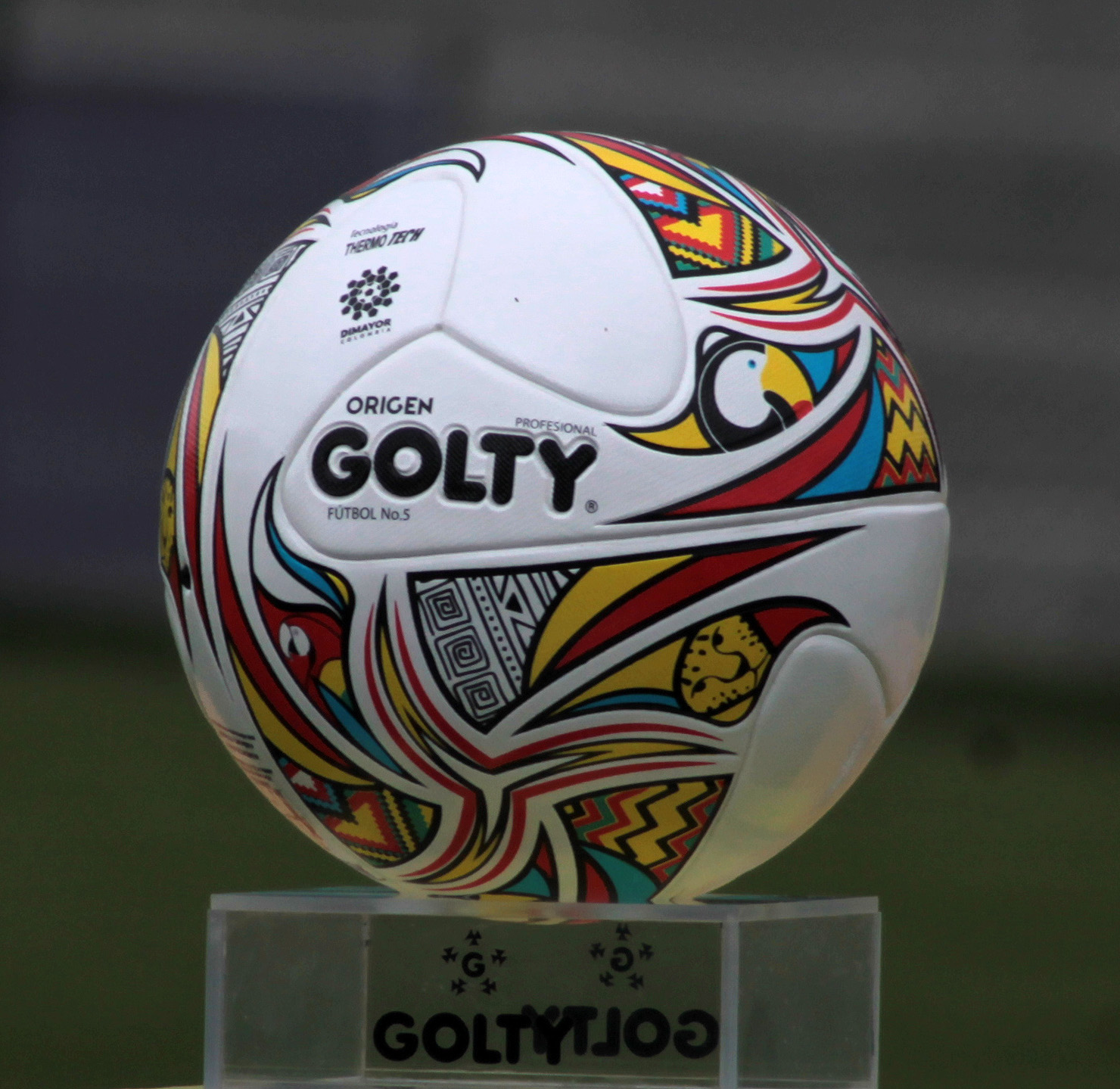
Origen, el balón oficial del fútbol colombiano en la temporada 2022.

Para esta edición, se mantiene el sistema de juego del año pasado, es decir, partidos de eliminación directa entre los equipos de la Primera B, y después entre estos contra los equipos de la Primera A no clasificados a torneos internacionales. 
Las primeras dos fases serán de eliminatoria entre los equipos de segunda división y para la tercera fase ingresarán los 12 equipos de la Primera A que no tienen participación internacional. En octavos de final, se sumarán los ocho representantes del país en Libertadores y Sudamericana. Todos los partidos se jugarán en llaves de ida y vuelta, incluida la final.

## Equipos participantes
Estos son los equipos participantes para la edición de 2022 según el orden de aparición en el torneo.
| Categoría Primera B                                                                                        | Categoría Primera B |
| Fase I | Fase I |
| --- | --- |
| - Fortaleza CEIF - Leones - Bogotá F. C. - Llaneros - Real Cartagena - Atlético F. C. - Barranquilla F. C. | - Deportes Quindío - Atlético Huila - Orsomarso - Real Santander - Valledupar F. C. - Boca Juniors de Cali - Tigres F. C. |
| Fase II | |
| - Boyacá Chicó                                                                                             | |

| Categoría Primera A | Categoría Primera A |
| Fase III | Octavos de final |
| --- | --- |
| - Santa Fe - Deportivo Pereira - Jaguares - Atlético Bucaramanga - Envigado F. C. - Alianza Petrolera - Águilas Doradas - Deportivo Pasto - Once Caldas - Patriotas - Cortuluá - Unión Magdalena | - Deportes Tolima - Millonarios - Atlético Nacional - Deportivo Cali - Junior - América de Cali - La Equidad - Independiente Medellín |

## Primeras fases

### Fase I
Se enfrentan 14 de los 15 equipos de la Categoría Primera B 2022 organizados en siete llaves teniendo en cuenta la tabla de reclasificación de la Primera B 2021-II, donde los siete mejores clubes serán cabeza de serie de cada llave; los siete equipos restantes (cinco de la Primera B 2021 y los dos descendidos de la Liga) serán sorteados en las llaves denominadas como "Llave A, Llave B, Llave C, Llave D, Llave E, Llave F y Llave G". El sorteo de esta fase se llevó a cabo el 3 de enero de 2022.
| Cabezas de serie                                                                                           | A sortear |
| --- | --- |
| - Fortaleza CEIF - Leones - Bogotá F. C. - Llaneros - Real Cartagena - Atlético F. C. - Barranquilla F. C. | - Deportes Quindío - Atlético Huila - Orsomarso - Real Santander - Valledupar - Boca Juniors de Cali - Tigres |

| Fechas             | Local ida            | Global       | Local vuelta       | Ida | Vuelta | Llave |
| ------------------ | -------------------- | ------------ | ------------------ | --- | ------ | ----- |
| 9 y 23 de febrero  | Boca Juniors de Cali | 0:2          | Fortaleza CEIF     | 0:1 | 0:1    | A     |
| 9 y 23 de febrero  | Tigres               | 3:1          | Leones             | 2:0 | 1:1    | B     |
| 10 y 24 de febrero | Deportes Quindío     | 3:2          | Bogotá F. C.       | 1:0 | 2:2    | C     |
| 10 y 23 de febrero | Orsomarso            | 0:2          | Llaneros           | 0:0 | 0:2    | D     |
| 10 y 24 de febrero | Atlético Huila       | 1:0          | Real Cartagena     | 1:0 | 0:0    | E     |
| 9 y 23 de febrero  | Valledupar F. C.     | 1:1 (4:3 p.) | Atlético F. C.     | 1:1 | 0:0    | F     |
| 9 y 23 de febrero  | Real Santander       | 3:0          | Barranquilla F. C. | 3:0 | 0:0    | G     |

### Fase II
Se enfrentan los 7 ganadores de la fase 1, y se incluye al Boyacá Chicó como "Club sembrado" al ser el club con el mejor puntaje de la tabla de reclasificación de la Primera B 2021-II en no obtener el ascenso.
Serán locales en los partidos de vuelta los clubes que hayan accedido a la Fase II con mejor puntuación, teniendo en cuenta todos los elementos de desempate. Los duelos serán Boyacá Chicó vs. Ganador Llave G, Ganador Llave A vs. Ganador Llave F, Ganador Llave B vs. Ganador Llave E y por último Ganador Llave C vs. Ganador Llave D.
| Llave                                   | Duelos definidos                                            | Duelos definidos                                                |
| --------------------------------------- | ----------------------------------------------------------- | --------------------------------------------------------------- |
| - Llave 1 - Llave 2 - Llave 3 - Llave 4 | - Boyacá Chicó - Fortaleza CEIF - Tigres - Deportes Quindío | - Real Santander - Valledupar F. C. - Atlético Huila - Llaneros |

| Fechas          | Local ida        | Global | Local vuelta   | Ida | Vuelta | Llave |
| --------------- | ---------------- | ------ | -------------- | --- | ------ | ----- |
| 2 y 15 de marzo | Boyacá Chicó     | 1:3    | Real Santander | 0:1 | 1:2    | I     |
| 2 y 17 de marzo | Valledupar F. C. | 1:3    | Fortaleza CEIF | 0:2 | 1:1    | II    |
| 3 y 15 de marzo | Atlético Huila   | 0:4    | Tigres         | 0:2 | 0:2    | III   |
| 3 y 17 de marzo | Deportes Quindío | 3:2    | Llaneros       | 3:0 | 0:2    | IV    |

### Fase III
En esta fase participan los cuatro clubes ganadores de la fase anterior más 12 equipos de Primera División que no participan en torneo internacional en 2022. El orden de enfrentamientos es acorde con la tabla de reclasificación del 2021. Los equipos ubicados en las posiciones 5 a 12 juegan de local el partido de ida.
| Llave                                                                           | Duelos definidos | Duelos definidos |
| ------------------------------------------------------------------------------- | --- | --- |
| - Llave A - Llave B - Llave C - Llave D - Llave E - Llave F - Llave G - Llave H | - Real Santander - Fortaleza CEIF - Tigres - Deportes Quindío - Santa Fe - Deportivo Pereira - Jaguares - Atlético Bucaramanga | - Unión Magdalena - Cortuluá - Patriotas - Once Caldas - Deportivo Pasto - Águilas Doradas - Alianza Petrolera - Envigado F. C. |

⠀
| Fechas                   | Local ida         | Global       | Local vuelta         | Ida | Vuelta | Llave |
| ------------------------ | ----------------- | ------------ | -------------------- | --- | ------ | ----- |
| 30 de marzo y 6 de abril | Unión Magdalena   | 8:2          | Real Santander       | 3:1 | 5:1    | A     |
| 30 de marzo y 7 de abril | Cortuluá          | 0:2          | Fortaleza CEIF       | 0:1 | 0:1    | B     |
| 30 de marzo y 6 de abril | Patriotas         | 0:1          | Tigres               | 0:0 | 0:1    | C     |
| 31 de marzo y 7 de abril | Once Caldas       | 1:0          | Deportes Quindío     | 0:0 | 1:0    | D     |
| 31 de marzo y 7 de abril | Deportivo Pasto   | 0:4          | Santa Fe             | 0:1 | 0:3    | E     |
| 6 y 14 de abril          | Águilas Doradas   | 2:2 (3:4 p.) | Deportivo Pereira    | 0:1 | 2:1    | F     |
| 30 de marzo y 6 de abril | Alianza Petrolera | 2:3          | Jaguares             | 1:1 | 1:2    | G     |
| 30 de marzo y 7 de abril | Envigado F. C.    | 0:3          | Atlético Bucaramanga | 0:0 | 0:3    | H     |

## Fase final

### Sorteo de emparejamientos
Los emparejamientos de la Fase IV, Octavos de final, serán definidos en un sorteo una vez finalizada la tercera fase del torneo, donde los ocho equipos ganadores de las llaves de la fase anterior, se cruzaron con los otros ocho clasificados (clubes clasificados a torneos internacionales).
| Cabezas de serie | A sortear |
| --- | --- |
| - Unión Magdalena - Fortaleza CEIF - Tigres - Once Caldas - Santa Fe - Deportivo Pereira - Jaguares - Atlético Bucaramanga | - Deportes Tolima - Millonarios - Atlético Nacional - Deportivo Cali - Junior - América de Cali - La Equidad - Independiente Medellín |

### Cuadro de desarrollo
|  | Octavos de final                                | Octavos de final                                | Octavos de final                                | Octavos de final                                | Octavos de final                                |   |                        | Cuartos de final                                  | Cuartos de final                                  | Cuartos de final                                  | Cuartos de final                                  | Cuartos de final                                  |  |                 | Semifinales                                      | Semifinales                                      | Semifinales                                      | Semifinales                                      | Semifinales                                      |  |        | Final                                          | Final                                          | Final                                          | Final                                          | Final                                          |  |
|  | 20 y 21 de abril (ida) 11 y 12 de mayo (vuelta) | 20 y 21 de abril (ida) 11 y 12 de mayo (vuelta) | 20 y 21 de abril (ida) 11 y 12 de mayo (vuelta) | 20 y 21 de abril (ida) 11 y 12 de mayo (vuelta) | 20 y 21 de abril (ida) 11 y 12 de mayo (vuelta) |   |                        | 27 y 28 de julio (ida) 17 y 18 de agosto (vuelta) | 27 y 28 de julio (ida) 17 y 18 de agosto (vuelta) | 27 y 28 de julio (ida) 17 y 18 de agosto (vuelta) | 27 y 28 de julio (ida) 17 y 18 de agosto (vuelta) | 27 y 28 de julio (ida) 17 y 18 de agosto (vuelta) |  |                 | 24 de agosto (ida) 7 y 14 de septiembre (vuelta) | 24 de agosto (ida) 7 y 14 de septiembre (vuelta) | 24 de agosto (ida) 7 y 14 de septiembre (vuelta) | 24 de agosto (ida) 7 y 14 de septiembre (vuelta) | 24 de agosto (ida) 7 y 14 de septiembre (vuelta) |  |        | 28 de septiembre (ida) 2 de noviembre (vuelta) | 28 de septiembre (ida) 2 de noviembre (vuelta) | 28 de septiembre (ida) 2 de noviembre (vuelta) | 28 de septiembre (ida) 2 de noviembre (vuelta) | 28 de septiembre (ida) 2 de noviembre (vuelta) |  |
|  |                                                 |                                                 |                                                 |                                                 |                                                 |   |                        |                                                   |                                                   |                                                   |                                                   |                                                   |  |                 |                                                  |                                                  |                                                  |                                                  |                                                  |  |        |                                                |                                                |                                                |                                                |                                                |  |
|  |                                                 |                                                 |                                                 |                                                 |                                                 |   |                        |                                                   |                                                   |                                                   |                                                   |                                                   |  |                 |                                                  |                                                  |                                                  |                                                  |                                                  |  |        |                                                |                                                |                                                |                                                |                                                |  |
|  | Unión Magdalena                                 | Unión Magdalena                                 | 2                                               | 2                                               | 4                                               |   |                        |                                                   |                                                   |                                                   |                                                   |                                                   |  |                 |                                                  |                                                  |                                                  |                                                  |                                                  |  |        |                                                |                                                |                                                |                                                |                                                |  |
|  | Unión Magdalena                                 | Unión Magdalena                                 | 2                                               | 2                                               | 4                                               |   |                        |                                                   |                                                   |                                                   |                                                   |                                                   |  |                 |                                                  |                                                  |                                                  |                                                  |                                                  |  |        |                                                |                                                |                                                |                                                |                                                |  |
|  | América de Cali                                 | América de Cali                                 | 1                                               | 1                                               | 2                                               |   |                        |                                                   |                                                   |                                                   |                                                   |                                                   |  |                 |                                                  |                                                  |                                                  |                                                  |                                                  |  |        |                                                |                                                |                                                |                                                |                                                |  |
|  | América de Cali                                 | América de Cali                                 | 1                                               | 1                                               | 2                                               |   | Unión Magdalena (p)    | Unión Magdalena (p)                               | 1                                                 | 1                                                 | 2 (5)                                             |                                                   |  |                 |                                                  |                                                  |                                                  |                                                  |                                                  |  |        |                                                |                                                |                                                |                                                |                                                |  |
|  |                                                 |                                                 |                                                 |                                                 |                                                 |   | Unión Magdalena (p)    | Unión Magdalena (p)                               | 1                                                 | 1                                                 | 2 (5)                                             |                                                   |  |                 |                                                  |                                                  |                                                  |                                                  |                                                  |  |        |                                                |                                                |                                                |                                                |                                                |  |
|  |                                                 |                                                 | La Equidad                                      | La Equidad                                      | 1                                               | 1 | 2 (4)                  |                                                   |                                                   |                                                   |                                                   |                                                   |  |                 |                                                  |                                                  |                                                  |                                                  |                                                  |  |        |                                                |                                                |                                                |                                                |                                                |  |
|  | Atlético Bucaramanga                            | Atlético Bucaramanga                            | La Equidad                                      | La Equidad                                      | 1                                               | 1 | 2 (4)                  | 0                                                 | 0                                                 | 0                                                 |                                                   |                                                   |  |                 |                                                  |                                                  |                                                  |                                                  |                                                  |  |        |                                                |                                                |                                                |                                                |                                                |  |
|  | Atlético Bucaramanga                            | Atlético Bucaramanga                            |                                                 |                                                 |                                                 |   |                        |                                                   |                                                   | 0                                                 |                                                   |                                                   |  |                 |                                                  |                                                  |                                                  |                                                  |                                                  |  |        |                                                |                                                |                                                |                                                |                                                |  |
|  | La Equidad                                      | La Equidad                                      | 2                                               | 0                                               | 2                                               |   |                        |                                                   |                                                   |                                                   |                                                   |                                                   |  |                 |                                                  |                                                  |                                                  |                                                  |                                                  |  |        |                                                |                                                |                                                |                                                |                                                |  |
|  | La Equidad                                      | La Equidad                                      | 2                                               | 0                                               | 2                                               |   |                        |                                                   |                                                   |                                                   |                                                   |                                                   |  | Unión Magdalena | Unión Magdalena                                  | 1                                                | 0                                                | 1 (3)                                            |                                                  |  |        |                                                |                                                |                                                |                                                |                                                |  |
|  |                                                 |                                                 |                                                 |                                                 |                                                 |   |                        |                                                   |                                                   |                                                   |                                                   |                                                   |  | Unión Magdalena | Unión Magdalena                                  | 1                                                | 0                                                | 1 (3)                                            |                                                  |  |        |                                                |                                                |                                                |                                                |                                                |  |
|  |                                                 |                                                 | Junior                                          | Junior                                          | 0                                               | 1 | 1 (5)                  |                                                   |                                                   |                                                   |                                                   |                                                   |  |                 |                                                  |                                                  |                                                  |                                                  |                                                  |  |        |                                                |                                                |                                                |                                                |                                                |  |
|  | Once Caldas                                     | Once Caldas                                     | Junior                                          | Junior                                          | 0                                               | 1 | 1 (5)                  | 0                                                 | 1                                                 | 1                                                 |                                                   |                                                   |  |                 |                                                  |                                                  |                                                  |                                                  |                                                  |  |        |                                                |                                                |                                                |                                                |                                                |  |
|  | Once Caldas                                     | Once Caldas                                     |                                                 |                                                 |                                                 |   |                        |                                                   |                                                   | 1                                                 |                                                   |                                                   |  |                 |                                                  |                                                  |                                                  |                                                  |                                                  |  |        |                                                |                                                |                                                |                                                |                                                |  |
|  | Atlético Nacional                               | Atlético Nacional                               | 3                                               | 2                                               | 5                                               |   |                        |                                                   |                                                   |                                                   |                                                   |                                                   |  |                 |                                                  |                                                  |                                                  |                                                  |                                                  |  |        |                                                |                                                |                                                |                                                |                                                |  |
|  | Atlético Nacional                               | Atlético Nacional                               | 3                                               | 2                                               | 5                                               |   | Atlético Nacional      | Atlético Nacional                                 | 0                                                 | 1                                                 | 1                                                 |                                                   |  |                 |                                                  |                                                  |                                                  |                                                  |                                                  |  |        |                                                |                                                |                                                |                                                |                                                |  |
|  |                                                 |                                                 |                                                 |                                                 |                                                 |   | Atlético Nacional      | Atlético Nacional                                 | 0                                                 | 1                                                 | 1                                                 |                                                   |  |                 |                                                  |                                                  |                                                  |                                                  |                                                  |  |        |                                                |                                                |                                                |                                                |                                                |  |
|  |                                                 |                                                 | Junior                                          | Junior                                          | 3                                               | 1 | 4                      |                                                   |                                                   |                                                   |                                                   |                                                   |  |                 |                                                  |                                                  |                                                  |                                                  |                                                  |  |        |                                                |                                                |                                                |                                                |                                                |  |
|  | Santa Fe                                        | Santa Fe                                        | Junior                                          | Junior                                          | 3                                               | 1 | 4                      | 1                                                 | 0                                                 | 1                                                 |                                                   |                                                   |  |                 |                                                  |                                                  |                                                  |                                                  |                                                  |  |        |                                                |                                                |                                                |                                                |                                                |  |
|  | Santa Fe                                        | Santa Fe                                        |                                                 |                                                 |                                                 |   |                        |                                                   |                                                   | 1                                                 |                                                   |                                                   |  |                 |                                                  |                                                  |                                                  |                                                  |                                                  |  |        |                                                |                                                |                                                |                                                |                                                |  |
|  | Junior                                          | Junior                                          | 2                                               | 1                                               | 3                                               |   |                        |                                                   |                                                   |                                                   |                                                   |                                                   |  |                 |                                                  |                                                  |                                                  |                                                  |                                                  |  |        |                                                |                                                |                                                |                                                |                                                |  |
|  | Junior                                          | Junior                                          | 2                                               | 1                                               | 3                                               |   |                        |                                                   |                                                   |                                                   |                                                   |                                                   |  |                 |                                                  |                                                  |                                                  |                                                  |                                                  |  | Junior | Junior                                         | 1                                              | 0                                              | 1                                              |                                                |  |
|  |                                                 |                                                 |                                                 |                                                 |                                                 |   |                        |                                                   |                                                   |                                                   |                                                   |                                                   |  |                 |                                                  |                                                  |                                                  |                                                  |                                                  |  | Junior | Junior                                         | 1                                              | 0                                              | 1                                              |                                                |  |
|  |                                                 |                                                 | Millonarios                                     | Millonarios                                     | 0                                               | 2 | 2                      |                                                   |                                                   |                                                   |                                                   |                                                   |  |                 |                                                  |                                                  |                                                  |                                                  |                                                  |  |        |                                                |                                                |                                                |                                                |                                                |  |
|  | Fortaleza CEIF                                  | Fortaleza CEIF                                  | Millonarios                                     | Millonarios                                     | 0                                               | 2 | 2                      | 3                                                 | 1                                                 | 4                                                 |                                                   |                                                   |  |                 |                                                  |                                                  |                                                  |                                                  |                                                  |  |        |                                                |                                                |                                                |                                                |                                                |  |
|  | Fortaleza CEIF                                  | Fortaleza CEIF                                  |                                                 |                                                 |                                                 |   |                        |                                                   |                                                   | 4                                                 |                                                   |                                                   |  |                 |                                                  |                                                  |                                                  |                                                  |                                                  |  |        |                                                |                                                |                                                |                                                |                                                |  |
|  | Deportivo Cali                                  | Deportivo Cali                                  | 1                                               | 1                                               | 2                                               |   |                        |                                                   |                                                   |                                                   |                                                   |                                                   |  |                 |                                                  |                                                  |                                                  |                                                  |                                                  |  |        |                                                |                                                |                                                |                                                |                                                |  |
|  | Deportivo Cali                                  | Deportivo Cali                                  | 1                                               | 1                                               | 2                                               |   | Fortaleza CEIF         | Fortaleza CEIF                                    | 0                                                 | 2                                                 | 2                                                 |                                                   |  |                 |                                                  |                                                  |                                                  |                                                  |                                                  |  |        |                                                |                                                |                                                |                                                |                                                |  |
|  |                                                 |                                                 |                                                 |                                                 |                                                 |   | Fortaleza CEIF         | Fortaleza CEIF                                    | 0                                                 | 2                                                 | 2                                                 |                                                   |  |                 |                                                  |                                                  |                                                  |                                                  |                                                  |  |        |                                                |                                                |                                                |                                                |                                                |  |
|  |                                                 |                                                 | Millonarios                                     | Millonarios                                     | 3                                               | 3 | 6                      |                                                   |                                                   |                                                   |                                                   |                                                   |  |                 |                                                  |                                                  |                                                  |                                                  |                                                  |  |        |                                                |                                                |                                                |                                                |                                                |  |
|  | Jaguares                                        | Jaguares                                        | Millonarios                                     | Millonarios                                     | 3                                               | 3 | 6                      | 0                                                 | 1                                                 | 1                                                 |                                                   |                                                   |  |                 |                                                  |                                                  |                                                  |                                                  |                                                  |  |        |                                                |                                                |                                                |                                                |                                                |  |
|  | Jaguares                                        | Jaguares                                        |                                                 |                                                 |                                                 |   |                        |                                                   |                                                   | 1                                                 |                                                   |                                                   |  |                 |                                                  |                                                  |                                                  |                                                  |                                                  |  |        |                                                |                                                |                                                |                                                |                                                |  |
|  | Millonarios                                     | Millonarios                                     | 3                                               | 1                                               | 4                                               |   |                        |                                                   |                                                   |                                                   |                                                   |                                                   |  |                 |                                                  |                                                  |                                                  |                                                  |                                                  |  |        |                                                |                                                |                                                |                                                |                                                |  |
|  | Millonarios                                     | Millonarios                                     | 3                                               | 1                                               | 4                                               |   |                        |                                                   |                                                   |                                                   |                                                   |                                                   |  | Millonarios     | Millonarios                                      | 2                                                | 2                                                | 4                                                |                                                  |  |        |                                                |                                                |                                                |                                                |                                                |  |
|  |                                                 |                                                 |                                                 |                                                 |                                                 |   |                        |                                                   |                                                   |                                                   |                                                   |                                                   |  | Millonarios     | Millonarios                                      | 2                                                | 2                                                | 4                                                |                                                  |  |        |                                                |                                                |                                                |                                                |                                                |  |
|  |                                                 |                                                 | Independiente Medellín                          | Independiente Medellín                          | 0                                               | 2 | 2                      |                                                   |                                                   |                                                   |                                                   |                                                   |  |                 |                                                  |                                                  |                                                  |                                                  |                                                  |  |        |                                                |                                                |                                                |                                                |                                                |  |
|  | Tigres                                          | Tigres                                          | Independiente Medellín                          | Independiente Medellín                          | 0                                               | 2 | 2                      | 0                                                 | 1                                                 | 1                                                 |                                                   |                                                   |  |                 |                                                  |                                                  |                                                  |                                                  |                                                  |  |        |                                                |                                                |                                                |                                                |                                                |  |
|  | Tigres                                          | Tigres                                          |                                                 |                                                 |                                                 |   |                        |                                                   |                                                   | 1                                                 |                                                   |                                                   |  |                 |                                                  |                                                  |                                                  |                                                  |                                                  |  |        |                                                |                                                |                                                |                                                |                                                |  |
|  | Independiente Medellín                          | Independiente Medellín                          | 1                                               | 2                                               | 3                                               |   |                        |                                                   |                                                   |                                                   |                                                   |                                                   |  |                 |                                                  |                                                  |                                                  |                                                  |                                                  |  |        |                                                |                                                |                                                |                                                |                                                |  |
|  | Independiente Medellín                          | Independiente Medellín                          | 1                                               | 2                                               | 3                                               |   | Independiente Medellín | Independiente Medellín                            | 3                                                 | 0                                                 | 3                                                 |                                                   |  |                 |                                                  |                                                  |                                                  |                                                  |                                                  |  |        |                                                |                                                |                                                |                                                |                                                |  |
|  |                                                 |                                                 |                                                 |                                                 |                                                 |   | Independiente Medellín | Independiente Medellín                            | 3                                                 | 0                                                 | 3                                                 |                                                   |  |                 |                                                  |                                                  |                                                  |                                                  |                                                  |  |        |                                                |                                                |                                                |                                                |                                                |  |
|  |                                                 |                                                 | Deportes Tolima                                 | Deportes Tolima                                 | 1                                               | 1 | 2                      |                                                   |                                                   |                                                   |                                                   |                                                   |  |                 |                                                  |                                                  |                                                  |                                                  |                                                  |  |        |                                                |                                                |                                                |                                                |                                                |  |
|  | Deportivo Pereira                               | Deportivo Pereira                               | Deportes Tolima                                 | Deportes Tolima                                 | 1                                               | 1 | 2                      | 2                                                 | 1                                                 | 3                                                 |                                                   |                                                   |  |                 |                                                  |                                                  |                                                  |                                                  |                                                  |  |        |                                                |                                                |                                                |                                                |                                                |  |
|  | Deportivo Pereira                               | Deportivo Pereira                               |                                                 |                                                 |                                                 |   |                        |                                                   |                                                   | 3                                                 |                                                   |                                                   |  |                 |                                                  |                                                  |                                                  |                                                  |                                                  |  |        |                                                |                                                |                                                |                                                |                                                |  |
|  | Deportes Tolima                                 | Deportes Tolima                                 | 3                                               | 1                                               | 4                                               |   |                        |                                                   |                                                   |                                                   |                                                   |                                                   |  |                 |                                                  |                                                  |                                                  |                                                  |                                                  |  |        |                                                |                                                |                                                |                                                |                                                |  |
|  | Deportes Tolima                                 | Deportes Tolima                                 | 3                                               | 1                                               | 4                                               |   |                        |                                                   |                                                   |                                                   |                                                   |                                                   |  |                 |                                                  |                                                  |                                                  |                                                  |                                                  |  |        |                                                |                                                |                                                |                                                |                                                |  |
|  |                                                 |                                                 |                                                 |                                                 |                                                 |   |                        |                                                   |                                                   |                                                   |                                                   |                                                   |  |                 |                                                  |                                                  |                                                  |                                                  |                                                  |  |        |                                                |                                                |                                                |                                                |                                                |  |

- Nota: En cada llave, el equipo que ocupa la primera línea fue el local en el partido de vuelta.

- La hora de cada encuentro corresponde a la hora legal de Colombia (UTC-5).

### Octavos de final
| 20 de abril | América de Cali | 1:2 (0:1) | Unión Magdalena      | Estadio Pascual Guerrero, Cali |                            |
| 15:30       | Ramos 49'       | Reporte   | Vacca 15' · Vega 62' | Árbitro(s): David Espinosa     | Árbitro(s): David Espinosa |

| 11 de mayo | Unión Magdalena        | 2:1 (2:1) | América de Cali | Estadio Sierra Nevada, Santa Marta |                             |
| 15:30      | Peña 24' · Camargo 42' | Reporte   | Hernández 1'    | Árbitro(s): Néver Manjarrés        | Árbitro(s): Néver Manjarrés |

| 20 de abril | La Equidad                   | 2:0 (2:0) | Atlético Bucaramanga | Estadio Metropolitano de Techo, Bogotá |                         |
| 16:00       | Gómez 27' (a.g.) · Rivas 31' | Reporte   |                      | Árbitro(s): Diego Ulloa                | Árbitro(s): Diego Ulloa |

| 11 de mayo | Atlético Bucaramanga | 0:0     | La Equidad | Estadio Alfonso López, Bucaramanga |                        |
| 17:00      |                      | Reporte |            | Árbitro(s): José Ortiz             | Árbitro(s): José Ortiz |

| 20 de abril | Atlético Nacional                       | 3:0 (2:0) | Once Caldas | Estadio Atanasio Girardot, Medellín |                            |
| 20:00       | Mantilla 5' · Banguero 11' · Moreno 46' | Reporte   |             | Árbitro(s): Steven Camargo          | Árbitro(s): Steven Camargo |

| 11 de mayo | Once Caldas   | 1:2 (0:1) | Atlético Nacional         | Estadio Palogrande, Manizales |                               |
| 18:00      | del Valle 48' | Reporte   | Mantilla 34' · Angulo 72' | Árbitro(s): Lisandro Castillo | Árbitro(s): Lisandro Castillo |

| 20 de abril | Junior               | 2:1 (1:1) | Santa Fe              | Estadio Metropolitano, Barranquilla |                           |
| 18:00       | Borja 7' · Uribe 88' | Reporte   | Coniglio 45+3' (pen.) | Árbitro(s): Héctor Rivera           | Árbitro(s): Héctor Rivera |

| 11 de mayo | Santa Fe | 0:1 (0:0) | Junior     | Estadio El Campín, Bogotá |                           |
| 20:10      |          | Reporte   | Rosero 84' | Árbitro(s): Edilson Ariza | Árbitro(s): Edilson Ariza |

| 20 de abril | Deportivo Cali | 1:3 (1:1) | Fortaleza CEIF                            | Estadio Deportivo Cali, Palmira |                             |
| 20:15       | Rodríguez 32'  | Reporte   | Aladesanmi 43' · Alvarado 54' · Parra 73' | Árbitro(s): Liz Mair Suárez     | Árbitro(s): Liz Mair Suárez |

| 12 de mayo | Fortaleza CEIF | 1:1 (0:1) | Deportivo Cali | Estadio Metropolitano de Techo, Bogotá |                              |
| 20:00      | Parra 66'      | Reporte   | Rodríguez 10'  | Árbitro(s): Mauricio Mercado           | Árbitro(s): Mauricio Mercado |

| 21 de abril | Millonarios                          | 3:0 (2:0) | Jaguares | Estadio El Campín, Bogotá  |                            |
| 20:00       | Llinás 13' · Ruiz 45+1' · Herazo 63' | Reporte   |          | Árbitro(s): Jonathan Ortiz | Árbitro(s): Jonathan Ortiz |

| 11 de mayo | Jaguares   | 1:1 (1:1) | Millonarios | Estadio Jaraguay, Montería |                            |
| 18:00      | Arroyo 17' | Reporte   | Cortés 45'  | Árbitro(s): Yahir Cárdenas | Árbitro(s): Yahir Cárdenas |

| 20 de abril | Independiente Medellín | 1:0 (1:0) | Tigres | Estadio Atanasio Girardot, Medellín |                            |
| 15:00       | Cambindo 16'           | Reporte   |        | Árbitro(s): Yahir Cárdenas          | Árbitro(s): Yahir Cárdenas |

| 11 de mayo | Tigres     | 1:2 (1:0) | Independiente Medellín       | Estadio Metropolitano de Techo, Bogotá |                         |
| 14:00      | Méndez 32' | Reporte   | Camargo 49' · Castrillón 75' | Árbitro(s): Diego Ulloa                | Árbitro(s): Diego Ulloa |

| 20 de abril | Deportes Tolima                      | 3:2 (2:2) | Deportivo Pereira             | Estadio Manuel Murillo Toro, Ibagué |                          |
| 19:30       | Ramírez 20' · Lucumí 38' · Plata 71' | Reporte   | León 34' (pen.) · Palacio 44' | Árbitro(s): Luis Matorel            | Árbitro(s): Luis Matorel |

| 11 de mayo | Deportivo Pereira | 1:1 (0:1) | Deportes Tolima | Estadio Hernán Ramírez Villegas, Pereira |                           |
| 19:00      | Ramírez 90+1'     | Reporte   | Meléndez 39'    | Árbitro(s): Jorge Tabares                | Árbitro(s): Jorge Tabares |

### Cuartos de final
| 28 de julio | La Equidad      | 1:1 (1:0) | Unión Magdalena | Estadio Metropolitano de Techo, Bogotá |                              |
| 18:00       | Vega 24' (a.g.) | Reporte   | Lloreda 62'     | Árbitro(s): Bismark Santiago           | Árbitro(s): Bismark Santiago |

| 18 de agosto | Unión Magdalena                            | 1:1 (1:0) (5:4 p.)         | La Equidad                                      | Estadio Sierra Nevada, Santa Marta |                           |
| 18:00        | Márquez 45+7'                              | Reporte                    | Chaverra 46'                                    | Árbitro(s): Wilmar Roldán          | Árbitro(s): Wilmar Roldán |
|              |                                            | Tiros desde el punto penal |                                                 |                                    |                           |
|              | Márquez · Vega · Vacca · Lopera · Hinojosa |                            | Castro · Mahecha · Chaverra · Caicedo · Riascos |                                    |                           |

| 28 de julio | Junior                                           | 3:0 (1:0) | Atlético Nacional | Estadio Metropolitano, Barranquilla |                        |
| 20:50       | Valencia 34' · Cetré 59' (pen.) · Castrillón 86' | Reporte   |                   | Árbitro(s): Diego Ruiz              | Árbitro(s): Diego Ruiz |

| 18 de agosto | Atlético Nacional | 1:1 (0:0) | Junior         | Estadio Atanasio Girardot, Medellín |                             |
| 20:00        | Duque 89' (pen.)  | Reporte   | Castrillón 61' | Árbitro(s): John Hinestroza         | Árbitro(s): John Hinestroza |

| 27 de julio | Millonarios                 | 3:0 (2:0) | Fortaleza CEIF | Estadio El Campín, Bogotá |                           |
| 18:00       | Herazo 14', 17' · Gómez 47' | Reporte   |                | Árbitro(s): Jorge Tabares | Árbitro(s): Jorge Tabares |

| 17 de agosto | Fortaleza CEIF          | 2:3 (2:2) | Millonarios                          | Estadio El Campín, Bogotá |                           |
| 20:15        | Solís 25' · Navarro 35' | Reporte   | Rosales 11' · Gómez 28' · Cataño 77' | Árbitro(s): Nicolás Gallo | Árbitro(s): Nicolás Gallo |

| 27 de julio | Deportes Tolima | 1:3 (1:3) | Independiente Medellín                  | Estadio Manuel Murillo Toro, Ibagué |                          |
| 20:05       | Rangel 14'      | Reporte   | Cambindo 4' · Moreno 29' · Monsalve 39' | Árbitro(s): Luis Matorel            | Árbitro(s): Luis Matorel |

| 17 de agosto | Independiente Medellín | 0:1 (0:0) | Deportes Tolima | Estadio Atanasio Girardot, Medellín |                              |
| 18:00        |                        | Reporte   | Mosquera 86'    | Árbitro(s): Bismark Santiago        | Árbitro(s): Bismark Santiago |

### Semifinales
| 24 de agosto | Junior | 0:1 (0:1) | Unión Magdalena | Estadio Metropolitano, Barranquilla |                           |
| 18:00        |        | Reporte   | Cantillo 27'    | Árbitro(s): Edilson Ariza           | Árbitro(s): Edilson Ariza |

| 14 de septiembre | Unión Magdalena                    | 0:1 (0:0) (3:5 p.)         | Junior                                      | Estadio Sierra Nevada, Santa Marta |  |
| 18:00            |                                    |                            | Sambueza 70'                                |                                    |  |
|                  |                                    | Tiros desde el punto penal |                                             |                                    |  |
|                  | Márquez · Sánchez · Vacca · Lopera |                            | Cetré · Albornoz · Arias · Valencia · Bacca |                                    |  |

| 24 de agosto | Independiente Medellín | 0:2 (0:2) | Millonarios                 | Estadio Atanasio Girardot, Medellín |                          |
| 20:05        |                        | Reporte   | L.C. Ruiz 17' · Gómez 45+3' | Árbitro(s): Éder Vergara            | Árbitro(s): Éder Vergara |

| 7 de septiembre | Millonarios          | 2:2 (0:2) | Independiente Medellín     | Estadio El Campín, Bogotá |                           |
| 20:00           | Silva 60' · Ruiz 85' | Reporte   | Cambindo 29' · L. Pons 37' | Árbitro(s): Carlos Ortega | Árbitro(s): Carlos Ortega |

### Final
| 28 de septiembre | Junior     | 1:0 (0:0) | Millonarios | Estadio Metropolitano, Barranquilla |                           |
| 20:00            | Haydar 61' | Reporte   |             | Árbitro(s): Carlos Ortega           | Árbitro(s): Carlos Ortega |

| 2 de noviembre | Millonarios                    | 2:0 (1:0) | Junior | Estadio El Campín, Bogotá |                           |
| 20:00          | L. Ruiz 18' (pen.) · Silva 78' | Reporte   |        | Árbitro(s): Wilmar Roldán | Árbitro(s): Wilmar Roldán |

|                                 |
|                                 |
| Campeón Millonarios 3.er título |

## Estadísticas

### Tabla general
| Pos. | Equipos                   | PJ | PG | PE | PP | GF | GC | Dif. | Pts. | Rend.  |
| ---- | ------------------------- | -- | -- | -- | -- | -- | -- | ---- | ---- | ------ |
| 1.   | Millonarios(n)            | 8  | 5  | 2  | 1  | 16 | 6  | 10   | 17   | 70.8 % |
| 2.   | Junior(n)                 | 8  | 5  | 1  | 2  | 9  | 5  | 4    | 16   | 66.7 % |
| 3.   | Unión Magdalena           | 8  | 5  | 2  | 1  | 15 | 7  | 8    | 17   | 70.8 % |
| 4.   | Independiente Medellín(n) | 6  | 3  | 1  | 2  | 8  | 7  | 1    | 10   | 55.6 % |
| 5.   | Fortaleza CEIF            | 10 | 6  | 2  | 2  | 13 | 9  | 4    | 20   | 66.7 % |
| 6.   | Deportes Tolima(n)        | 4  | 2  | 1  | 1  | 6  | 6  | 0    | 7    | 58.3 % |
| 7.   | Atlético Nacional(n)      | 4  | 2  | 1  | 1  | 6  | 5  | 1    | 7    | 58.3 % |
| 8.   | La Equidad(n)             | 4  | 1  | 3  | 0  | 4  | 2  | 2    | 6    | 50 %   |
| 9.   | Tigres                    | 8  | 4  | 2  | 2  | 9  | 4  | 5    | 14   | 58.3 % |
| 10.  | Santa Fe                  | 4  | 2  | 0  | 2  | 5  | 3  | 2    | 6    | 50 %   |
| 11.  | Atlético Bucaramanga      | 4  | 1  | 2  | 1  | 3  | 2  | 1    | 5    | 33.3 % |
| 12.  | Jaguares                  | 4  | 1  | 2  | 1  | 4  | 6  | -2   | 5    | 33.3 % |
| 13.  | Deportivo Pereira         | 4  | 1  | 1  | 2  | 5  | 6  | -1   | 4    | 25 %   |
| 14.  | Once Caldas               | 4  | 1  | 1  | 2  | 2  | 5  | -3   | 4    | 33.3 % |
| 15.  | Deportivo Cali(n)         | 2  | 0  | 1  | 1  | 2  | 4  | -2   | 1    | 16.7 % |
| 16.  | América de Cali(n)        | 2  | 0  | 0  | 2  | 2  | 4  | -2   | 0    | 0 %    |
| 17.  | Real Santander            | 6  | 3  | 1  | 2  | 8  | 9  | -1   | 10   | 55.6 % |
| 18.  | Deportes Quindío          | 6  | 2  | 2  | 2  | 6  | 5  | 1    | 8    | 44.4 % |
| 19.  | Águilas Doradas           | 2  | 1  | 0  | 1  | 2  | 2  | 0    | 3    | 50 %   |
| 20.  | Alianza Petrolera         | 2  | 0  | 1  | 1  | 2  | 3  | -1   | 1    | 16.7 % |
| 21.  | Patriotas                 | 2  | 0  | 1  | 1  | 0  | 1  | -1   | 1    | 16.7 % |
| 22.  | Envigado F. C.            | 2  | 0  | 1  | 1  | 0  | 3  | -3   | 1    | 16.7 % |
| 23.  | Cortuluá                  | 2  | 0  | 0  | 2  | 0  | 2  | -2   | 0    | 0 %    |
| 24.  | Deportivo Pasto           | 2  | 0  | 0  | 2  | 0  | 4  | -4   | 0    | 0 %    |
| 25.  | Llaneros                  | 4  | 2  | 1  | 1  | 4  | 3  | 1    | 7    | 58.3 % |
| 26.  | Atlético Huila            | 4  | 1  | 1  | 2  | 1  | 4  | -3   | 4    | 33.3 % |
| 27.  | Valledupar F. C.          | 4  | 0  | 3  | 1  | 2  | 4  | -2   | 3    | 25 %   |
| 28.  | Boyacá Chicó              | 2  | 0  | 0  | 2  | 1  | 3  | -2   | 0    | 0 %    |
| 29.  | Atlético F. C.            | 2  | 0  | 2  | 0  | 1  | 1  | 0    | 2    | 33.3 % |
| 30.  | Bogotá F. C.              | 2  | 0  | 1  | 1  | 2  | 3  | -1   | 1    | 16.7 % |
| 31.  | Real Cartagena            | 2  | 0  | 1  | 1  | 0  | 1  | -1   | 1    | 16.7 % |
| 32.  | Leones                    | 2  | 0  | 1  | 1  | 1  | 3  | -2   | 1    | 16.7 % |
| 33.  | Orsomarso                 | 2  | 0  | 1  | 1  | 0  | 2  | -2   | 1    | 16.7 % |
| 34.  | Barranquilla F. C.        | 2  | 0  | 1  | 1  | 0  | 3  | -3   | 1    | 16.7 % |
| 35.  | Boca Juniors de Cali      | 2  | 0  | 0  | 2  | 0  | 2  | -2   | 0    | 0 %    |

Nota: Tolima, Cali, Millonarios, Atlético Nacional, Junior, América, La Equidad y Medellín; están clasificados directamente a octavos de final, por lo que jugaron menos partidos que el resto de equipos.
|  |                                                 |
|  | Campeón. (Clasificado a Copa Libertadores 2023) |
|  | Finalista.                                      |
|  | Clasificados a semifinales.                     |
|  | Clasificados a cuartos de final.                |
|  | Clasificados a octavos de final.                |
|  | Eliminados en fases anteriores.                 |

### Goleadores
| Jugador            | Equipo                 | Goles |
| Diego Herazo       | Millonarios            | 3     |
| Andrés Gómez       | Millonarios            | 3     |
| ------------------ | ---------------------- | ----- |
| Daniel Mantilla    | Atlético Nacional      | 2     |
| Ángelo Rodríguez   | Deportivo Cali         | 2     |
| Adrián Parra       | Fortaleza CEIF         | 2     |
| Carlos Cortés      | Fortaleza CEIF         | 2     |
| Jhon Solís         | Fortaleza CEIF         | 2     |
| Kevin Aladesanmi   | Fortaleza CEIF         | 2     |
| Díber Cambindo     | Independiente Medellín | 2     |
| Fernando Coniglio  | Independiente Santa Fe | 2     |
| Jarlín Quintero    | Jaguares de Córdoba    | 2     |
| Nilson Castrillón  | Junior                 | 2     |
| Jorlan Liñán       | Real Santander         | 2     |
| Weimar Zúñiga      | Tigres F. C.           | 2     |
| Diego Steven Gómez | Unión Magdalena        | 2     |
| Isaac Camargo      | Unión Magdalena        | 2     |
| Juan Vacca         | Unión Magdalena        | 2     |

### Autogoles
| Jugador           | Equipo          | Rival            | Autogoles |
| Juan José Hurtado | Bogotá F. C.    | Deportes Quindío | 1         |
| Daiver Vega       | Unión Magdalena | La Equidad       | 1         |
| ----------------- | --------------- | ---------------- | --------- |